# Lankesisk rupee

Lankesisk rupie (Rs - Sri Lankan rupee eller Rupee) är den valuta som används i Sri Lanka i Asien. Valutakoden är LKR. 1 rupie = 100 cent.
Valutan infördes 1870. Det ersatte det brittiskt pundet som i sin tur ersatte den ceylonesisk rixdollarn.

## Användning
Valutan ges ut av Central Bank of Sri Lanka – CBSL som grundades 1950 och har huvudkontoret i Sri Jayawardenapura.

## Valörer
- mynt: 1, 2 och 5 rupier
- underenhet: (1, 2 och 5 används sällan), 10, 25 och 50 cent
- sedlar: 10, 20, 50, 100, 500, 1000, 2000 och 5000 LKR